# بندیکت ششم
پاپ بندیکت ششم (به انگلیسی: Benedict VI) یکی از پاپ‌های کلیسای کاتولیک رم بود که از ۹۷۳ تا ۹۷۴ میلادی پاپ بود.